# Nadroga Football Club
El Nadroga Football Club es un club de fútbol de la ciudad de Sigatoka, en Fiyi. Fue fundado en 1938 y juega de local en el Lawaqa Park. Ganó tres veces la Liga Nacional, siendo el quinto equipo más ganador del país.

## Entrenadores
- Joseph Nand (2003-2006)[2]
- Joseph Nand (2008)[2]
- Joseph Nand (2010)[2]
- Joseph Nand (2012-2014)[2]
- Joseph Nand (2018)[2]
- Johnny Williams (?-enero de 2021)[4]
- Ramesh Sharma (enero de 2021-marzo de 2021)[4]
- Kiniviliame Naika (marzo de 2021-octubre de 2021)[4]
- Kamal Swamy (octubre de 2021-febrero de 2022)[4]
- Nadeem Mohammed (febrero de 2022-marzo de 2022)[4][5]
- Archie Watkins (marzo de 2022-abril de 2022)[4][5]
- Joseph Nand (abril de 2022-presente)[2]

## Palmarés
- Liga Nacional de Fútbol de Fiyi (3): 1989, 1990 y 1993.
- Segunda División de Fiyi (2):1999 y 2020
- Copa de Fiyi (2): 1993 y 2001.
- Batalla de los Gigantes (3): 1989, 1991 y 2002.
- Campeonato de Fútbol Interdistrital de Fiyi (3): 1988, 1989 y 1993.